# Capuz de bondage

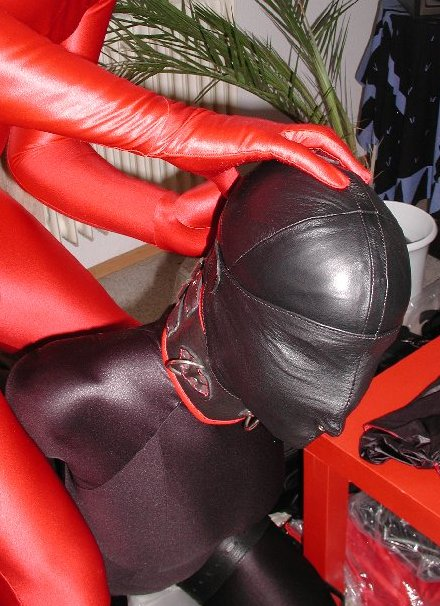
Um submisso vestindo um Zentai e um capuz de bondage de couro que cobre todo o rosto, ou "máscara gimp", com um anel preso ao nariz e aberturas nas narinas quase imperceptíveis.

O capuz de bondage (também chamado de máscara gimp ou máscara de bondage) é um capuz fetichista. Pode ser fabricado em borracha, látex, PVC, elastano, darlexx ou couro. Os capuzes que cobrem todo o rosto são normalmente usados na prática de bondage de cabeça, e para restringir e objetificar o usuário por meio de despersonalização, desorientação e/ou privação sensorial.
O uso de capuzes de bondage pode ser perigoso se a respiração for obstruída.
Os capuzes de bondage são frequentemente mencionados na cultura popular, mais notavelmente no filme Pulp Fiction.